# Commonwealth Games 2014/Squash/Herrendoppel
Herrendoppel der Commonwealth Games 2014 im Squash.
Titelverteidiger waren Adrian Grant und Nick Matthew, die erneut das Finale erreichten und Silber gewannen. Im Endspiel wurde sie von David Palmer und Cameron Pilley mit 10:11, 11:7 und 11:9 bezwungen.

## Setzliste
| Nr. | Paarung                           | Erreichte Runde |
| --- | --------------------------------- | --------------- |
| 01. | Adrian Grant Nick Matthew         | Silber          |
| 02. | David Palmer Cameron Pilley       | Gold            |
| 03. | Daryl Selby James Willstrop       | Bronze          |
| 04. | Alan Clyne Harry Leitch           | Halbfinale      |
| 05. | Campbell Grayson Martin Knight    | Achtelfinale    |
| 06. | Ryan Cuskelly Matthew Karwalski   | Viertelfinale   |
| 07. | Saurav Ghosal Harinder Pal Sandhu | Achtelfinale    |
| 08. | Stuart Crawford Greg Lobban       | Viertelfinale   |

| Nr. | Paarung                           | Erreichte Runde |
| --- | --------------------------------- | --------------- |
| 09. | Valentino Bon Jovi Bong Ivan Yuen | Achtelfinale    |
| 10. | Peter Creed David Evans           | Viertelfinale   |
| 11. | Lance Beddoes Paul Coll           | Viertelfinale   |
| 12. | Micah Franklin Nicholas Kyme      | Achtelfinale    |
| 13. | Scott Fitzgerald David Haley      | Achtelfinale    |
| 14. | Mwinga Lengwe Kelvin Ndhlovu      | Achtelfinale    |
| 15. | Christopher Binnie Bruce Burrowes | Achtelfinale    |
| 16. | Alexander Arjoon Sunil Seth       | Gruppenphase    |

### Zeichenerklärung
- Q = Qualifikant
- WC = Wildcard
- LL = Lucky Loser
- ALT = Ersatz (alternate)
- PR = Protected Ranking
- r = Aufgabe (retired)
- d = Disqualifikation
- w.o. = walkover

## Ergebnisse

### Vorrunde

#### Gruppe 1
| Rang | Setzung | Doppel                             | Sp. | S | N | Sp.-Diff. | S.-Diff. | Pkt. |
| ---- | ------- | ---------------------------------- | --- | - | - | --------- | -------- | ---- |
| 1    | 1       | Adrian Grant Nick Matthew          | 3   | 3 | 0 | 6:0       | 66:34    | 6    |
| 2    |         | Bradley Hindle Daniel Zammit-Lewis | 3   | 2 | 1 | 4:2       | 55:42    | 4    |
| 3    | 16      | Alexander Arjoon Sunil Seth        | 3   | 1 | 2 | 2:4       | 44:57    | 2    |
| 4    |         | Schubert Maketu Moreaina Wei       | 3   | 0 | 3 | 0:6       | 34:66    | 0    |

#### Gruppe 2
| Rang | Setzung | Doppel                            | Sp. | S | N | Sp.-Diff. | S.-Diff. | Pkt. |
| ---- | ------- | --------------------------------- | --- | - | - | --------- | -------- | ---- |
| 1    | 2       | David Palmer Cameron Pilley       | 2   | 2 | 0 | 4:0       | 44:14    | 4    |
| 2    | 15      | Christopher Binnie Bruce Burrowes | 2   | 1 | 1 | 2:3       | 41:48    | 2    |
| 3    |         | Scott Gautier Nick Taylor         | 2   | 0 | 2 | 1:4       | 32:53    | 0    |

#### Gruppe 3
| Rang | Setzung | Doppel                          | Sp. | S | N | Sp.-Diff. | S.-Diff. | Pkt. |
| ---- | ------- | ------------------------------- | --- | - | - | --------- | -------- | ---- |
| 1    | 3       | Daryl Selby James Willstrop     | 3   | 3 | 0 | 6:0       | 66:18    | 6    |
| 2    | 14      | Mwinga Lengwe Kelvin Ndhlovu    | 3   | 2 | 1 | 4:2       | 53:45    | 4    |
| 3    |         | Jules Snagg Jason Doyle         | 3   | 1 | 2 | 2:5       | 45:74    | 2    |
| 4    |         | Anthony Brindle Christian Navas | 3   | 0 | 3 | 1:6       | 47:74    | 0    |

#### Gruppe 4
| Rang | Setzung | Doppel                       | Sp. | S | N | Sp.-Diff. | S.-Diff. | Pkt. |
| ---- | ------- | ---------------------------- | --- | - | - | --------- | -------- | ---- |
| 1    | 4       | Alan Clyne Harry Leitch      | 2   | 2 | 0 | 4:0       | 44:13    | 4    |
| 2    | 13      | Scott Fitzgerald David Haley | 2   | 1 | 1 | 2:2       | 28:31    | 2    |
| 3    |         | Colin Ramasra Kale Wilson    | 2   | 0 | 2 | 0:4       | 16:44    | 0    |

#### Gruppe 5
| Rang | Setzung | Doppel                         | Sp. | S | N | Sp.-Diff. | S.-Diff. | Pkt. |
| ---- | ------- | ------------------------------ | --- | - | - | --------- | -------- | ---- |
| 1    | 5       | Campbell Grayson Martin Knight | 1   | 1 | 0 | 2:0       | 22:8     | 2    |
| 2    | 12      | Micah Franklin Nicholas Kyme   | 1   | 0 | 1 | 0:2       | 8:22     | 0    |
| 3(*) |         | James Fayia Issa Kamara        | 0   | 0 | 0 | 0:0       | 0:0      | 0    |

(*) Das Doppel aus Sierre Leone trat nicht zum Wettbewerb an.

#### Gruppe 6
| Rang | Setzung | Doppel                            | Sp. | S | N | Sp.-Diff. | S.-Diff. | Pkt. |
| ---- | ------- | --------------------------------- | --- | - | - | --------- | -------- | ---- |
| 1    | 6       | Ryan Cuskelly Matthew Karwalski   | 3   | 3 | 0 | 6:0       | 66:29    | 6    |
| 2    | 11      | Lance Beddoes Paul Coll           | 3   | 2 | 1 | 4:2       | 57:34    | 4    |
| 3    |         | Dilshan Gunawardena Gihan Suwaris | 3   | 1 | 2 | 2:5       | 47:68    | 2    |
| 4    |         | Mitchell Graham Duncan Gray       | 3   | 0 | 3 | 1:6       | 37:76    | 0    |

#### Gruppe 7
| Rang | Setzung | Doppel                            | Sp. | S | N | Sp.-Diff. | S.-Diff. | Pkt. |
| ---- | ------- | --------------------------------- | --- | - | - | --------- | -------- | ---- |
| 1    | 10      | Peter Creed David Evans           | 3   | 3 | 0 | 6:0       | 66:19    | 6    |
| 2    | 7       | Saurav Ghosal Harinder Pal Sandhu | 3   | 2 | 1 | 4:3       | 64:48    | 4    |
| 3    |         | Malton Blair Julian Jervis        | 3   | 1 | 2 | 3:4       | 44:71    | 2    |
| 4    |         | Paul Kadoma Michael Kawooya       | 3   | 0 | 3 | 0:6       | 30:66    | 0    |

#### Gruppe 8
| Rang | Setzung | Doppel                            | Sp. | S | N | Sp.-Diff. | S.-Diff. | Pkt. |
| ---- | ------- | --------------------------------- | --- | - | - | --------- | -------- | ---- |
| 1    | 8       | Stuart Crawford Greg Lobban       | 3   | 3 | 0 | 6:1       | 75:31    | 6    |
| 2    | 9       | Valentino Bon Jovi Bong Ivan Yuen | 3   | 2 | 1 | 5:2       | 69:43    | 4    |
| 3    |         | James Bentick Kevin Hannaway      | 3   | 1 | 2 | 2:4       | 35:60    | 2    |
| 4    |         | Kerry Walsh Madako Junior Suari   | 3   | 0 | 3 | 0:6       | 21:66    | 0    |

### Finalrunde
|  | Achtelfinale | Achtelfinale                       | Achtelfinale | Achtelfinale | Achtelfinale |  |  | Viertelfinale | Viertelfinale                   | Viertelfinale               | Viertelfinale | Viertelfinale |    |                             | Halbfinale              | Halbfinale                  | Halbfinale       | Halbfinale       | Halbfinale              |                  |   | Finale | Finale | Finale | Finale | Finale |
|  |              |                                    |              |              |              |  |  |               |                                 |                             |               |               |    |                             |                         |                             |                  |                  |                         |                  |   |        |        |        |        |        |
|  | 1            | Adrian Grant Nick Matthew          | 11           | 11           |              |  |  |               |                                 |                             |               |               |    |                             |                         |                             |                  |                  |                         |                  |   |        |        |        |        |        |
|  | 15           | Christopher Binnie Bruce Burrowes  | 6            | 5            |              |  |  | 1             | Adrian Grant Nick Matthew       | 11                          | 11            |               |    |                             |                         |                             |                  |                  |                         |                  |   |        |        |        |        |        |
|  | 9            | Valentino Bon Jovi Bong Ivan Yuen  | 3            | 2            |              |  |  | 10            | Peter Creed David Evans         | 9                           | 4             |               |    |                             |                         |                             |                  |                  |                         |                  |   |        |        |        |        |        |
|  | 10           | Peter Creed David Evans            | 11           | 11           |              |  |  |               |                                 |                             |               |               | 1  | Adrian Grant Nick Matthew   | 11                      | 11                          |                  |                  |                         |                  |   |        |        |        |        |        |
|  | 4            | Alan Clyne Harry Leitch            | 11           | 11           |              |  |  |               |                                 |                             |               |               |    | 4                           | Alan Clyne Harry Leitch | 7                           | 2                |                  |                         |                  |   |        |        |        |        |        |
|  | 14           | Mwinga Lengwe Kelvin Ndhlovu       | 4            | 4            |              |  |  | 4             | Alan Clyne Harry Leitch         | 11                          | 11            |               |    |                             |                         |                             |                  |                  |                         |                  |   |        |        |        |        |        |
|  | 6            | Ryan Cuskelly Matthew Karwalski    | 11           | 11           |              |  |  | 6             | Ryan Cuskelly Matthew Karwalski | 7                           | 5             |               |    |                             |                         |                             |                  |                  |                         |                  |   |        |        |        |        |        |
|  | 12           | Micah Franklin Nicholas Kyme       | 4            | 4            |              |  |  |               |                                 |                             |               |               | 1  | Adrian Grant Nick Matthew   | 11                      | 7                           | 9                |                  |                         |                  |   |        |        |        |        |        |
|  | 11           | Lance Beddoes Paul Coll            | 11           | 11           |              |  |  |               | 2                               | David Palmer Cameron Pilley | 10            | 11            | 11 |                             |                         |                             |                  |                  |                         |                  |   |        |        |        |        |        |
|  | 5            | Campbell Grayson Martin Knight     | 7            | 10           |              |  |  | 11            | Lance Beddoes Paul Coll         | 8                           | 11            | 9             |    |                             |                         |                             |                  |                  |                         |                  |   |        |        |        |        |        |
|  | 3            | Daryl Selby James Willstrop        | 11           | 11           |              |  |  | 3             | Daryl Selby James Willstrop     | 11                          | 6             | 11            |    |                             |                         |                             |                  |                  |                         |                  |   |        |        |        |        |        |
|  | 13           | Scott Fitzgerald David Haley       | 1            | 9            |              |  |  |               |                                 |                             |               |               | 3  | Daryl Selby James Willstrop | 4                       | 4                           |                  |                  |                         |                  |   |        |        |        |        |        |
|  | 7            | Saurav Ghosal Harinder Pal Sandhu  | 5            | 11           | 9            |  |  |               | 2                               | David Palmer Cameron Pilley | 11            | 11            |    |                             |                         | Spiel um Platz 3            | Spiel um Platz 3 | Spiel um Platz 3 | Spiel um Platz 3        | Spiel um Platz 3 |   |        |        |        |        |        |
|  | 8            | Stuart Crawford Greg Lobban        | 11           | 8            | 11           |  |  | 8             | Stuart Crawford Greg Lobban     | 9                           | 5             |               |    |                             |                         |                             |                  | 4                | Alan Clyne Harry Leitch | 9                | 7 |        |        |        |        |        |
|  |              | Bradley Hindle Daniel Zammit-Lewis | 4            | 3            |              |  |  | 2             | David Palmer Cameron Pilley     | 11                          | 11            |               |    |                             | 3                       | Daryl Selby James Willstrop | 11               | 11               |                         |                  |   |        |        |        |        |        |
|  | 2            | David Palmer Cameron Pilley        | 11           | 11           |              |  |  |               |                                 |                             |               |               |    |                             |                         |                             |                  |                  |                         |                  |   |        |        |        |        |        |